# چرخ دوچرخه
چرخ دوچرخه (به انگلیسی: Bicycle Wheel) یک اثر حاضر-آماده از مارسل دوشان است که از یک دوشاخ دوچرخه با چرخ جلو به صورت وارونه روی یک چهارپایۀ چوبی نصب شده‌ است.
در سال ۱۹۱۳ میلادی، دوشان در استودیوی خود در پاریس، چرخ دوچرخه را وارونه روی چهارپایه نصب کرد و گهگاه آن را فقط برای تماشای آن می‌چرخاند. بعداً او هدفمند بودن ایجاد آن را تکذیب کرد، اگرچه به عنوان اولین ساختۀ او شناخته شد. او گفت: «از تماشای آن لذت بردم، همان‌ طور که از تماشای شعله‌های آتش که در شومینه می‌رقصند لذت می‌برم». تا زمانی که چند سال بعد در نیویورک شروع به ساخت حاضر-آماده‌ها کرد، تصمیم گرفت چرخ دوچرخه نیز جزو حاضر-آماده باشد و نسخۀ دومی را ایجاد کرد.
نسخۀ اصلی ۱۹۱۳ میلادی و نسخۀ دوم ۱۹۱۷–۱۹۱۶ میلادی هر دو گم شدند. دوشان نسخۀ دیگری از مجسمه را در سال ۱۹۵۱ میلادی بازسازی کرد. گفته می‌شود اولین چرخ دوچرخه مجسمۀ جنبشی است.